# Burg Calenberg (Warburg)
Die Burg Calenberg, auch Kalenberg genannt, ist eine Höhenburg auf dem Calenberg in der Mitte des Stadtteils Calenberg der Stadt Warburg im Kreis Höxter in Nordrhein-Westfalen.

## Geschichte
Die Burg wurde um 1250 von den Herren von Berkule erbaut und 1299 erwähnt. 1307 belehnte der Paderborner Bischof Otto die westfälische Familie derer von Papenheim mit der Burg, die sich bald Rave von Calenberg nannten. 1326 wurden in einem Vertrag erneut die Papenheimer mit der Burg Calenberg belehnt. In dem Vertrag wird der Ort als Stadt bezeichnet. Nachdem der letzte Rave von Calenberg 1464 gestorben war, entbrannte eine Fehde zwischen dem Landgrafen Ludwig II. von Hessen und dem Bischof von Paderborn um das Erbe von Calenberg. Die Hessen-Paderbornische Fehde wurde erst im Jahre 1471 beigelegt.
1868 erwarb der Barmer Kaufmann Hugo Schuchard, der mit seiner Firma „J. Grisar, Schuchard & Ko.“ in Valparaíso, Chile, ein bedeutendes Vermögen erworben hatte, das „Gut Calenberg“, zu dem auch die Burg gehörte. Die Burg nahm mit den zugehörigen Wirtschaftsgebäuden fast die Hälfte des Bergkegels ein.
Schuchard ließ diese Gebäude mit Ausnahme eines zu Dienstwohnungen eingerichteten Hauses abreißen und unten im Felde einen neuen Gutshof, „Neu Calenberg“, errichten. Die in Mauern und Bedachung noch gut erhaltene Burg wurde in den Jahren 1880 bis 1884 durch den Kölner Architekten Heinrich Wiethase im Sinne einer burgenromantischen „Märchenburg“ vollständig neu ausgebaut, die beiden Hauptteile durch einen Zwischenbau verbunden und zur Erleichterung des Verkehrs ein massiver Treppenturm mit eigenartigem Rundgang angegliedert, von dem man eine weite Rundsicht über die ganze Umgebung hat. Der übrige Teil des Geländes wurde in Gartenanlagen umgewandelt und die Abhänge des Hügels mit einem Baumbestand versehen.

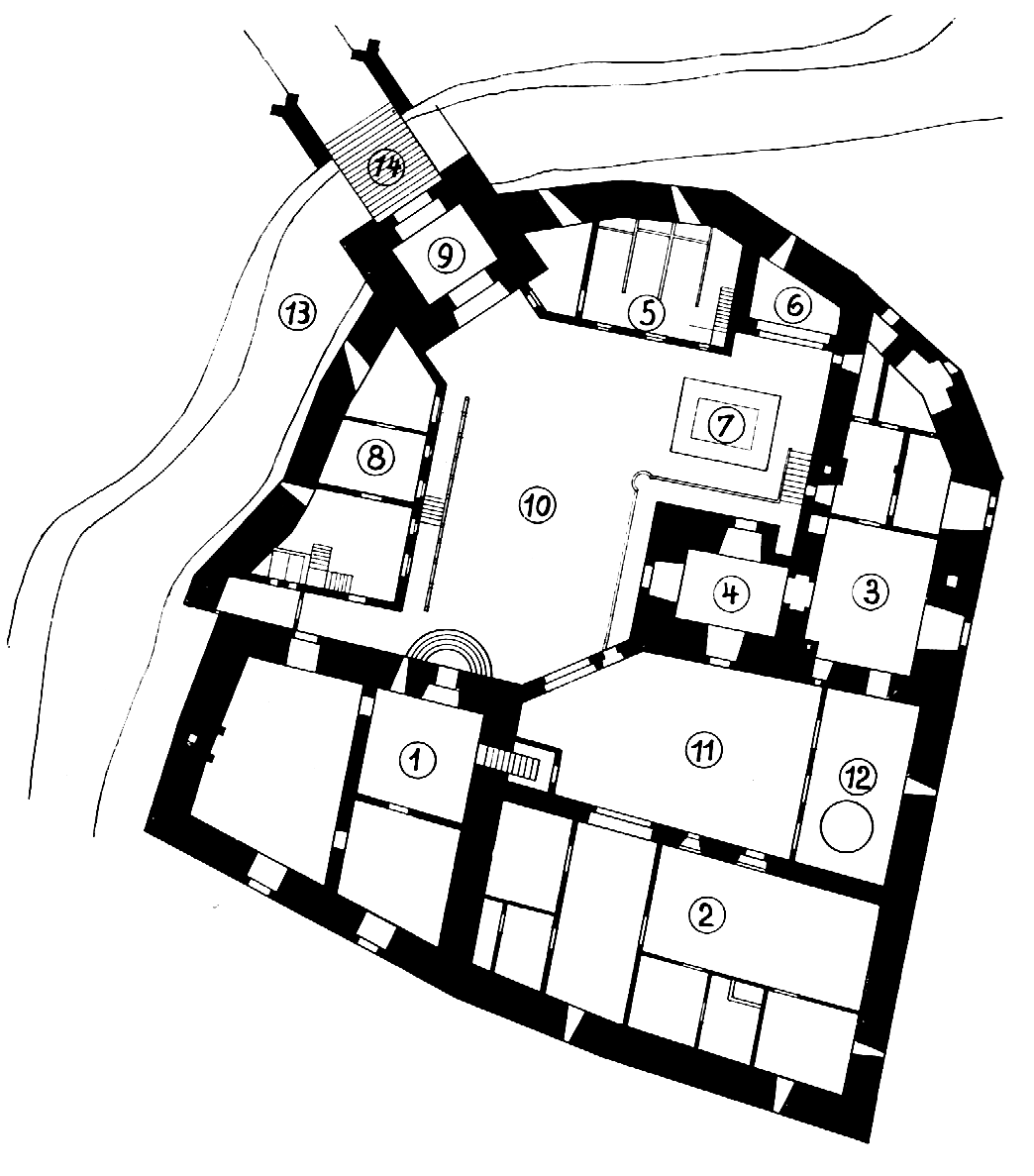
Rekonstruktion des Erdgeschosses, Wiethase (1880)
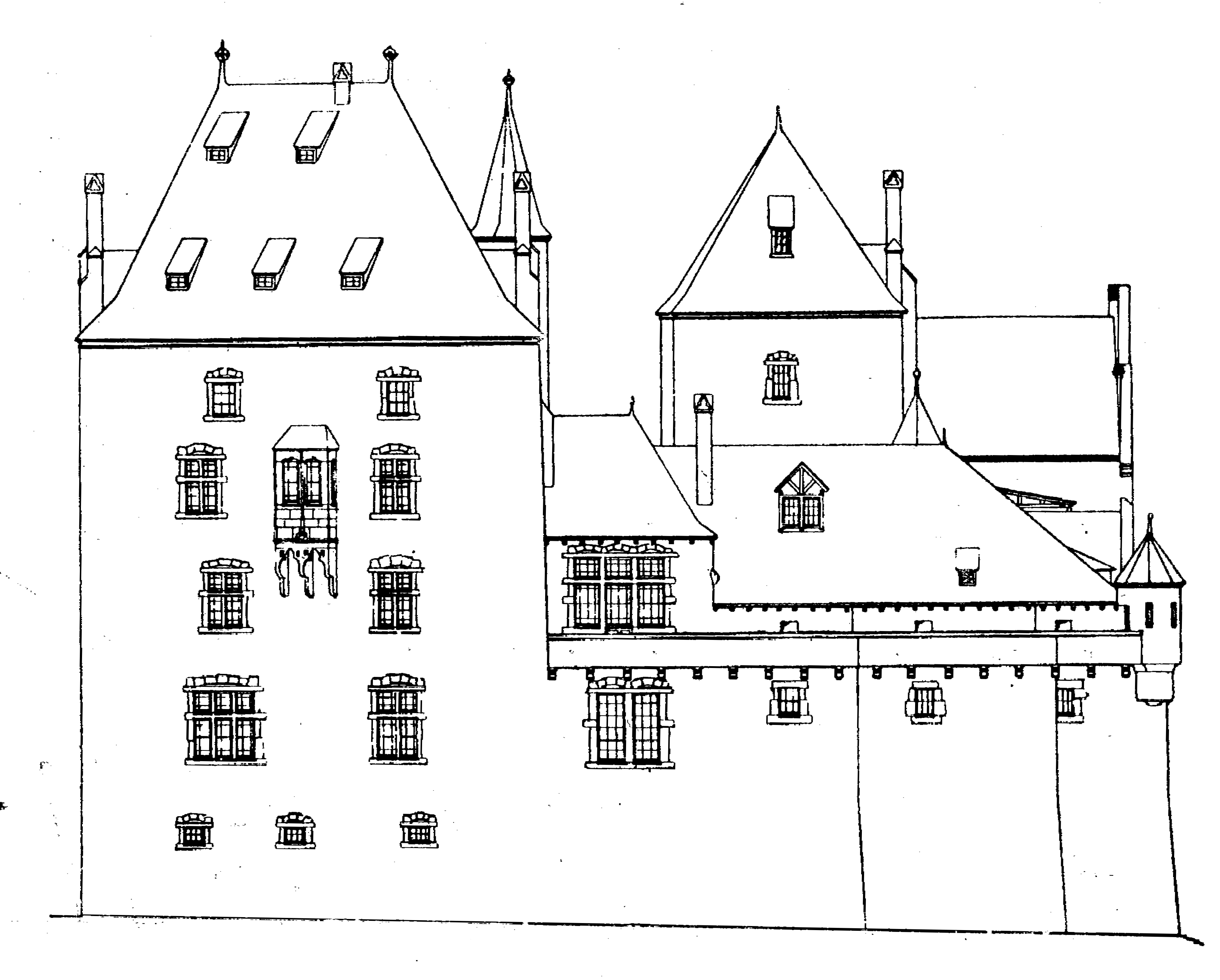
Rekonstruktion Südansicht, Wiehase (1880)
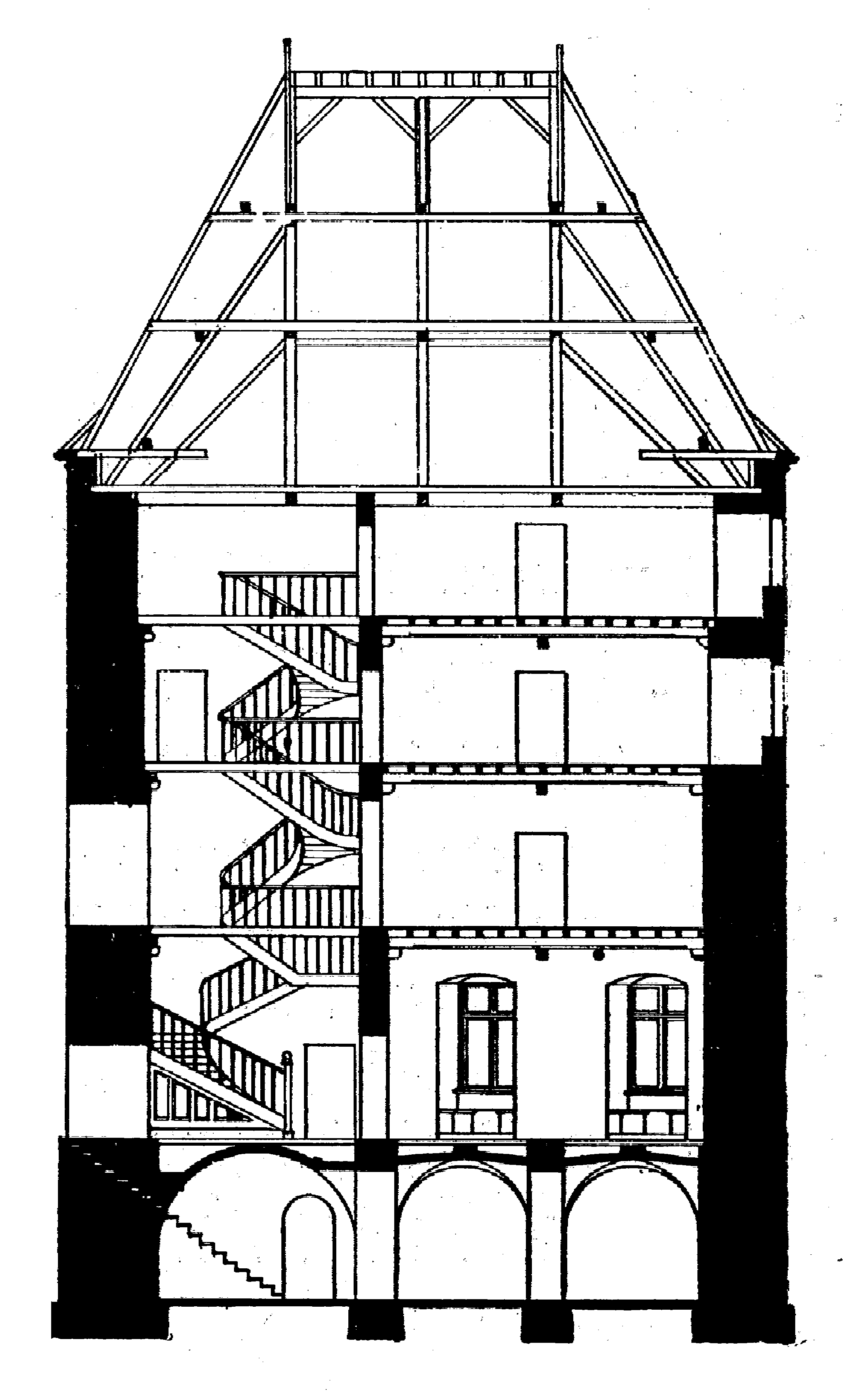
Querschnitt Palas, Wiethase (1880)

Hugo Schuchard, der Schwiegervater des Malers Adolf Erbslöh sowie Onkel des Malers Felix Schuchard und der Johanna Erbslöh, geb. Schuchard, starb zwei Jahre nach Fertigstellung der Burg. Bis zu ihrem Tode im Jahre 1927 war Calenberg der Lieblingsaufenthalt seiner Witwe Luise, geb. Erbslöh, die ihr Anwesen in Barmen nur in den Wintermonaten bewohnte.

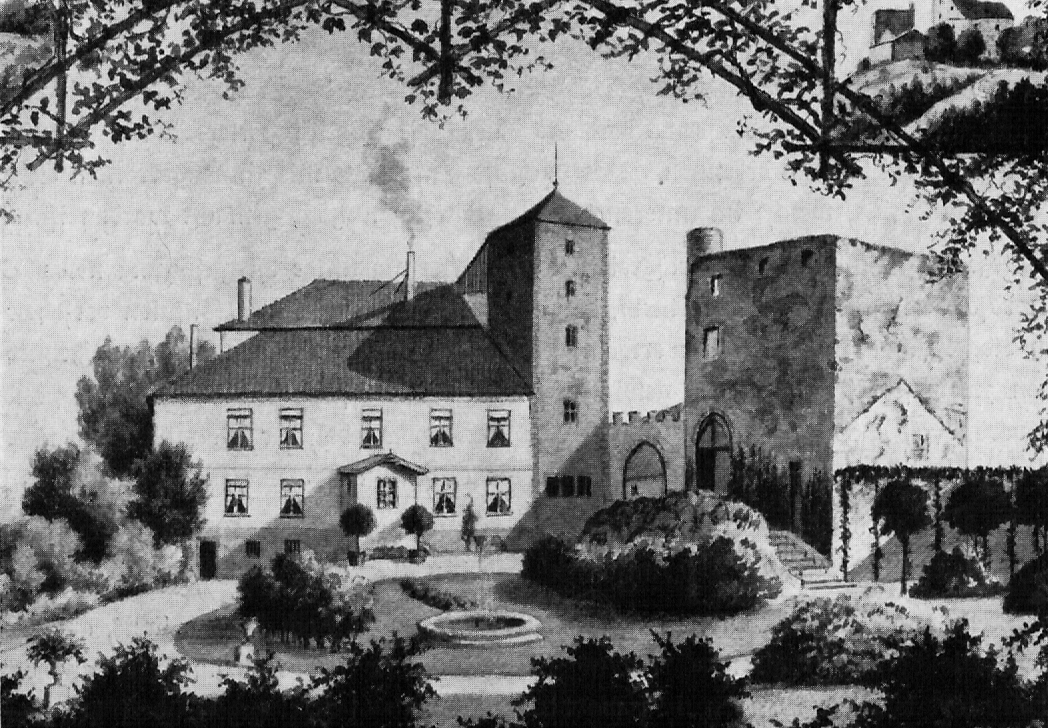
Ansicht vom Schlosshof vor dem Umbau (1877)

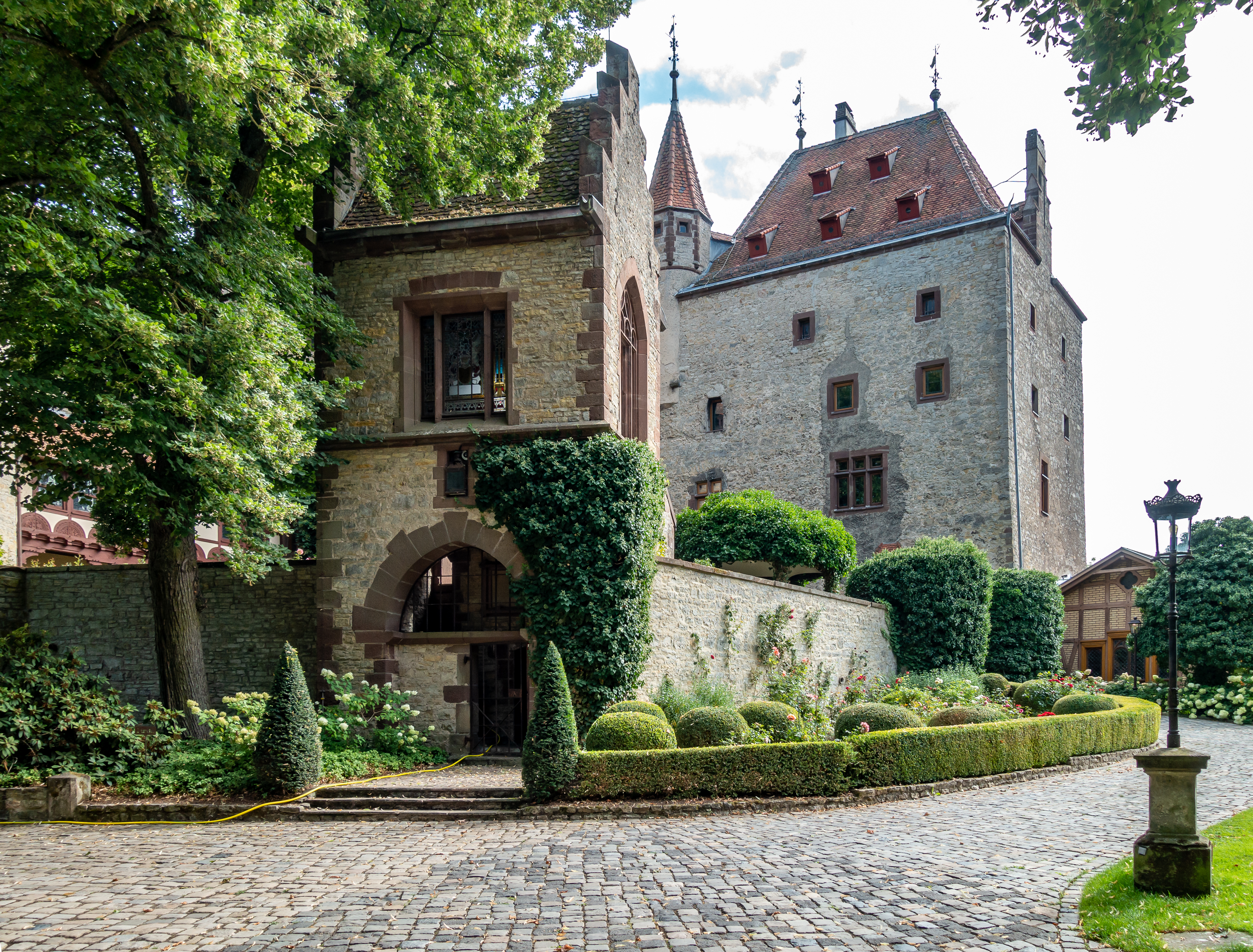
Nordansicht mit rekonstruiertem Torhaus (2022)

1927 wurde die Burg von ihrem inzwischen auf „Neu Calenberg“ lebendem Sohn Hugo Schuchard, jun., dem Erbauer und Betreiber des benachbarten Wasserkraftwerks Welda, übernommen, der die Burg jedoch nur partiell bewohnen ließ. 1938 ließ er eine Kohle-Zentralheizung einbauen und ab 1945 diente die Burg Flüchtlingen und Vertriebenen aus den ehemaligen deutschen Ostgebieten als Unterkunft. Nach Schuchards Tod wurde sie 1972 von dem Kaufmann Karl-Heinz Rehkopf erworben und originalgetreu restauriert.